# Vinnie Vincent Invasion
Vinnie Vincent se projetou mundialmente após o lançamento do disco Lick It Up do Kiss.  Após várias brigas com os fundadores do Kiss Gene e Paul, tendo decidido ser ele a estrela, Vinnie pede para ser dispensado. Como já tinha um nome reconhecido mundialmente, parte logo em seguida para seu projeto solo batizado simplesmente de Vinnie Vincent Invasion. Prepara suas próprias composições, recruta Robert Fleischman, seu amigo e vocalista dos velhos tempos, e gravam algumas demos.
A gravadora Chrysalis adorou o que ouviu e logo assina um contrato milionário com a nova banda para a gravação de seu primeiro disco. Agora com Dana Strum no baixo e Bobby Rock nas baquetas, este quarteto norte-americano apresentava um visual glam que faria o Poison se roer de inveja. Independente deste aparato andrógino, este seu primeiro disco lançado em 1986 foi um sucesso imediato. Chamado apenas de "Invasion", o álbum, com 10 faixas matadoras tinha o extremismo do hard rock feito por Vinnie com seus riffs alucinantes e pesados acompanhados por vocais escandalosos.
Robert Fleischman deixa a banda, e para seu posto é escolhido o até então desconhecido Mark Slaughter.
Em 1988 a banda lança "All Systems Go", e conseguem se superar. Mark Slaughter parecia ser perfeito para a banda, completando-a com seu carisma e timbre peculiar. O Vinnie Vincent Invasion então lança o hit "Love Kills", trilha sonora de um dos filmes de Freddy Krueger, e cai no gosto dos Hard Rockers.
A banda se separa em 1989. Dana Strum e Mark Slaughter formam o famoso Slaughter e Bobby Rock assume a bateria da banda Nelson.

## Integrantes
Última formação
- Vinnie Vincent – guitarra, backing vocal (1984–1989)
- Dana Strum – baixo, backing vocal (1984–1989)
- Bobby Rock – bateria (1984–1989)
- Mark Slaughter – vocal (1986–1989)

Membro formador
- Robert Fleischman – vocal (1984–1986)

## Discografia
- Vinnie Vincent Invasion (1986)
- All Systems Go (1988)